# Turpal Bisultanov
Turpal Ali Alievich Bisultanov (en ruso: Турпал Али Альвиевич Бисултанов; 14 de octubre de 2001) es un deportista danés de origen checheno que compite en lucha grecorromana.
Participó en los Juegos Olímpicos de París 2024, obteniendo una medalla de bronce en la categoría de 67 kg.
Ganó una medalla de plata en el Campeonato Mundial de Lucha de 2022 y una medalla de oro en el Campeonato Europeo de Lucha de 2022, ambas en la categoría de 87 kg.

## Palmarés internacional
| Juegos Olímpicos   | Juegos Olímpicos   | Juegos Olímpicos  | Juegos Olímpicos |
| Año                | Lugar              | Medalla           | Categoría        |
| ------------------ | ------------------ | ----------------- | ---------------- |
| 2024               | París (Francia)    | Medalla de bronce | 67 kg            |
| Campeonato Mundial |                    |                   |                  |
| Año                | Lugar              | Medalla           | Categoría        |
| 2022               | Belgrado (Serbia)  | Medalla de plata  | 87 kg            |
| Campeonato Europeo |                    |                   |                  |
| Año                | Lugar              | Medalla           | Categoría        |
| 2022               | Budapest (Hungría) | Medalla de oro    | 87 kg            |